# Ferrari 860 Monza
La 860 Monza è una autovettura da competizione prodotta dalla Ferrari nel 1956 in tre esemplari.

## Il contesto
Dopo il ritiro della Mercedes-Benz dalle competizioni a seguito della tragedia di Le Mans del 1955, la Ferrari era intenzionata a riconquistare il Campionato del Mondo Sport Prototipi. Per questo scopo nel 1956 la Casa del “cavallino rampante” introdusse due modelli, la 860 Monza e la 290 MM. Sebbene molto simili, la prima fu più competitiva nelle gare internazionali nonostante la concorrenza della Jaguar D-Type, che conquistò la 24 Ore di Le Mans, e della Maserati 300 S, che si aggiudicò la 1000 km del Nürburgring.
All'epoca la Ferrari utilizzava e sviluppava principalmente due tipi di motori per le competizioni: il quattro cilindri in linea progettato da Aurelio Lampredi, ed il V12 di Gioachino Colombo. Infatti solo due modelli del 1955, la 735 LM e la 376 S, avevano installato un motore diverso, cioè un sei cilindri in linea. Sono state le uniche due Ferrari mai costruite ad essere mosse da questo tipo di propulsore. 
Il motore V12 e quello in linea a quattro cilindri possedevano delle caratteristiche distintive che li facevano preferire in base al grado di sviluppo. Nel periodo in cui fu lanciata la 860 Monza, uno dei pregi che aveva il quattro cilindri in linea rispetto al V12 era il minor consumo di carburante. Il primo quindi fu sviluppato con vari tipi di cilindrata fino ad arrivare ai 3,4 L di quello installato su questo modello. In seguito ci fu il “sorpasso” da parte del V12, che con i nuovi sviluppi diventò il propulsore più utilizzato dai modelli che seguirono.
La carrozzeria della 860 Monza era opera di Scaglietti, ed uno dei tre esemplari costruiti fu convertito in una 290 MM.

## Le competizioni
La prima gara del Campionato del Mondo Sport Prototipi del 1956 a cui parteciparono le 860 Monza fu la 12 Ore di Sebring, dove conquistarono le prime due posizioni. Sul gradino più alto del podio ci salirono Juan Manuel Fangio ed Eugenio Castellotti.
La corsa successiva del Campionato a cui prese parte il modello fu la Mille Miglia. Questa edizione della celebre gara fu dominata dalla Ferrari: al primo posto si classificò una 290 MM guidata da Eugenio Castellotti, mentre al secondo ed al terzo arrivarono due 860 Monza, condotte rispettivamente da Peter Collins e Luigi Musso.
Le ultime due gare del Campionato furono la 1000 km del Nürburgring e la 1000 km di Kristianstad. Queste corse non furono ad appannaggio della 860 Monza, ma furono vinte rispettivamente da una Maserati 300 S ed una Ferrari 290 MM.
Alla fine il Campionato fu conquistato dalla Ferrari.

## Caratteristiche tecniche
Il motore era un quattro cilindri in linea non sovralimentato anteriore e longitudinale. L'alesaggio e la corsa erano rispettivamente 102 mm e 105 mm, che portavano la cilindrata totale a 3431,93 cm³. Il monoblocco e la testata erano fabbricate in lega leggera. Il rapporto di compressione era di 8,5:1, mentre la potenza massima erogata dal propulsore era di 280 CV a 6000 giri al minuto .
La distribuzione era formata da un doppio albero a camme in testa che comandava due valvole per cilindro. L'alimentazione era assicurata da due carburatori di marca Weber e modello 58 DCOA/3. L'accensione era doppia ed il relativo impianto comprendeva due spinterogeni. La lubrificazione era a carter secco, mentre la frizione era multidisco.
Le sospensioni anteriori erano indipendenti, con quadrilateri trasversali e molle elicoidali, mentre quelle posteriori erano formate da un ponte De Dion, doppi puntoni e una balestra trasversale. Entrambe montavano ammortizzatori idraulici di tipo telescopico. I freni erano a tamburo, mentre lo sterzo era a vite senza fine e settore dentato. La trazione era posteriore, e la trasmissione era formata da un cambio manuale a quattro rapporti più la retromarcia.
Il telaio era tubolare in acciaio. La carrozzeria era spider in alluminio a due posti, ed era opera di Scaglietti.
La velocità massima raggiunta dalla 860 Monza era di 260 km/h.